# Only the Dead Fish Follow the Stream
Only the Dead Fish Follow the Stream är en singel från år 2013 på skivbolaget Warner Music. Låten är inspelad och framförs av Louise Hoffsten. Med låten ställer Hoffsten upp i Melodifestivalen 2013. Hon tog sig som enda kvinna till finalen den 9 mars 2013. 
I finalen av Melodifestivalen fick bidraget 36 poäng av den internationella juryn (sjunde av de tio bidragen). Av tittarna gavs 10,4% av rösterna eller 49 poäng vilket var de fjärde högsta poängen. Sammanlagt fick Hoffsten 85 poäng vilket räckte till en femteplats i tävlingen. 
Texten och musiken är av Louise Hoffsten, Stefan Örn och Sandra Bjurman.

## Listplaceringar
| Lista (2013) | Topplacering |
| ------------ | ------------ |
| Sverige      | 31           |

### Fotnoter
1. ↑  ”Only the Dead Fish Follow the Stream”. Hitparad. http://hitparad.se/showitem.asp?interpret=Louise+Hoffsten&titel=Only+The+Dead+Fish+Follow+The+Stream&cat=s. Läst 3 april 2013.